# Hildegunn Øiseth

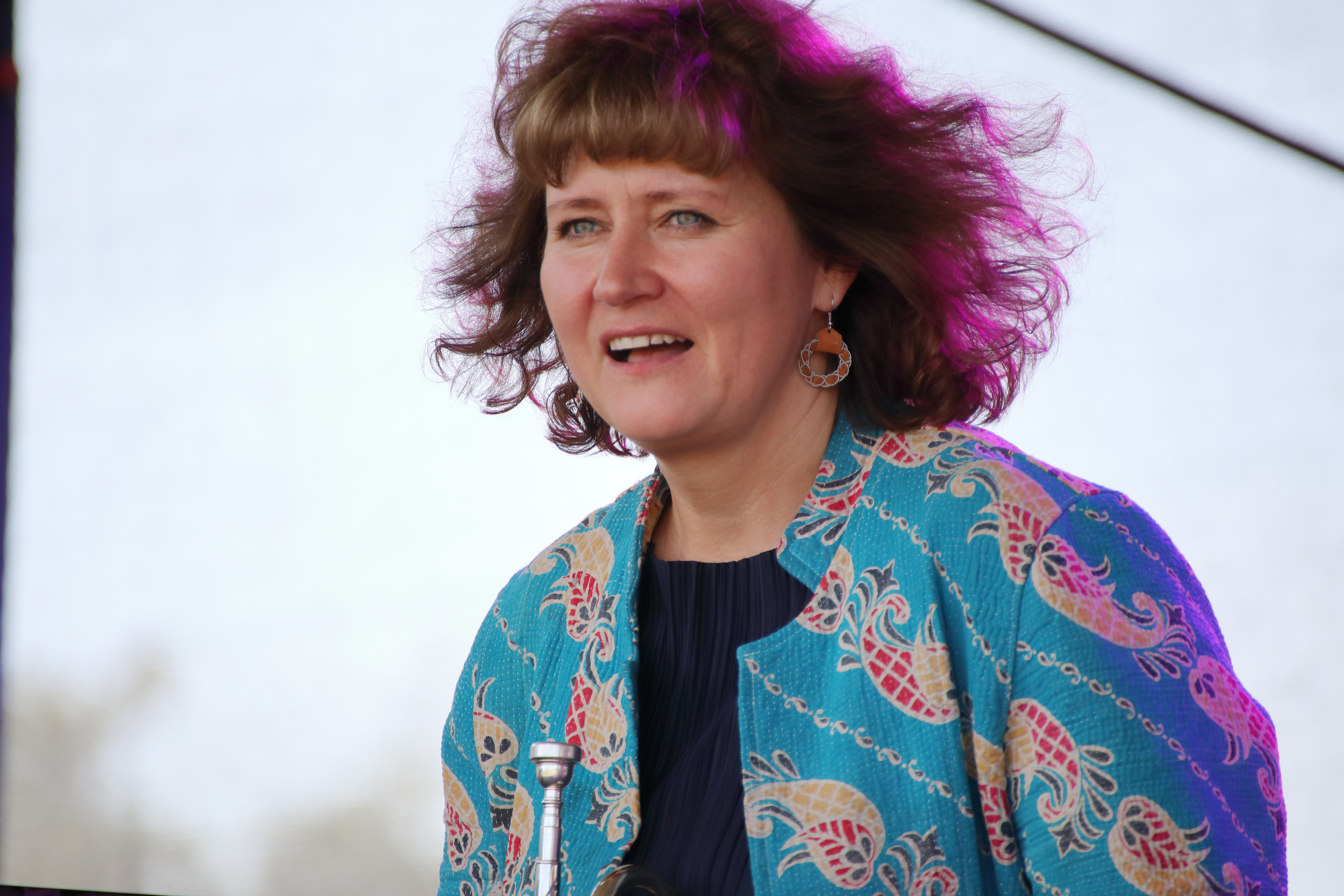
Hildegunn Øiseth auf dem INNtöne Jazzfestival 2020

Hildegunn Øiseth (* 5. Dezember 1966 in Kongsvinger, Norwegen) ist eine norwegische Jazzmusikerin (Trompete, Flügelhorn und Bukkehorn).

## Wirken
Øiseth studierte an der Schwedischen Musikakademie. Nach dem Abschluss gehörte sie zwischen 1990 und 1999 zur Bohuslän Big Band, mit der sie an Alben von Lars Jansson beteiligt war. Dann ließ sie sich bis 2001 in Südafrika nieder, wo sie in der Band Uhambo spielte (zwei Alben); zudem trat sie in Malaysia, Pakistan und dem Nahen Osten auf.

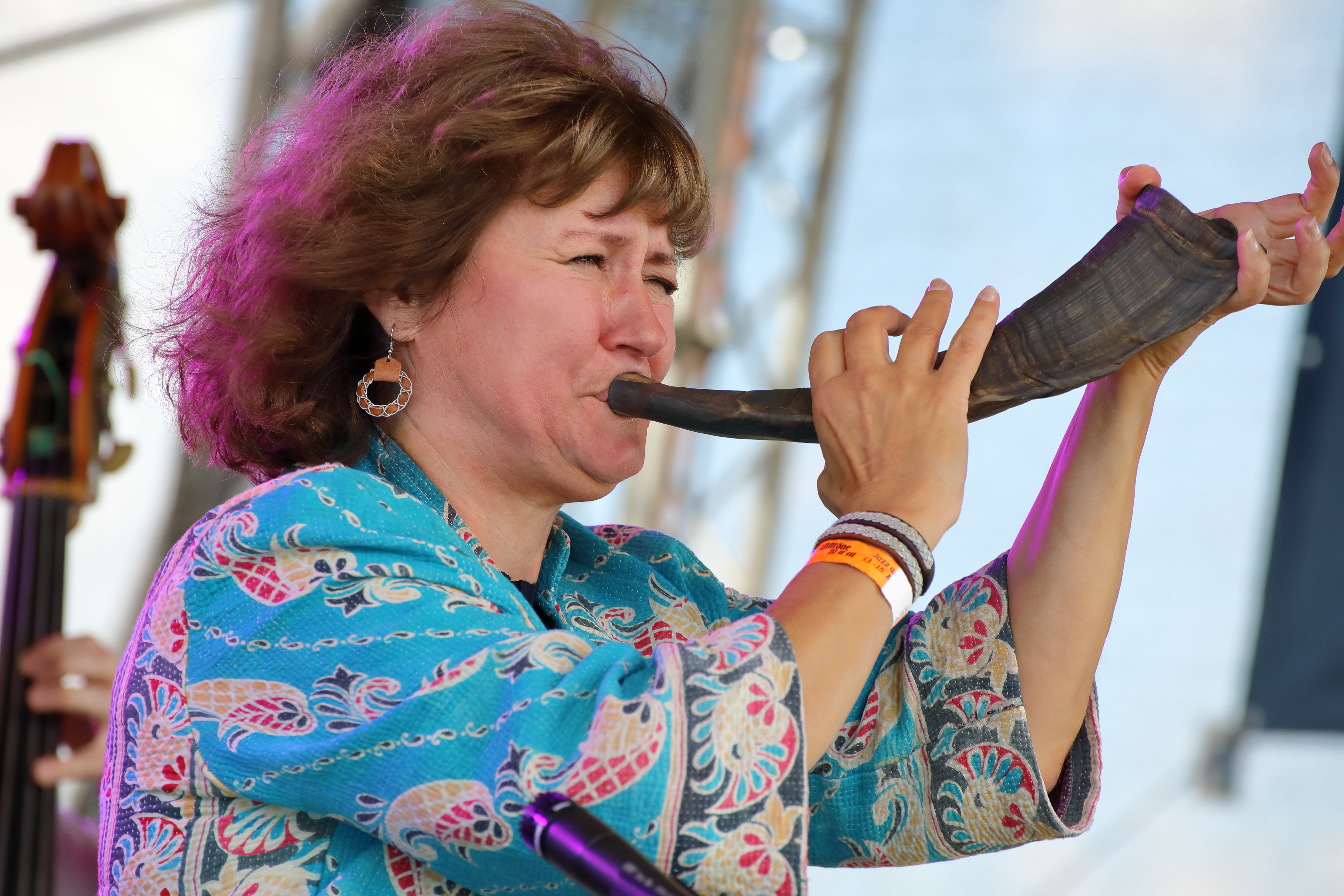
Hildegunn Øiseth spielt Bukkehorn

Øiseth war Dozentin beim The Groove Valley JazzCamp in Beiarn 2007 und veröffentlichte 2009 ihr Debütalbum Hildring, wo sie sich auf das traditionelle Bukkehorn konzentrierte.  Das aus dem Gehörn einer Ziege gefertigte traditionelle norwegische Instrument Bukkehorn spielte sie auch über Elektronik. Das folgende Album, Stillness (2011), wurde von der Kritik gelobt; dort arbeitete sie abwechselnd mit Mats Eilertsen, Thomas Strønen und den Pianisten Torbjørn Dyrud und Eyolf Dale. Mit Tommy Kotter, Peter Janson und Anders Kjellberg entstand das Album Valencia (2013), auf dem deutlich wird, dass sie eine „markante Trompetenstimme der skandinavischen Jazzwelt“ darstellt. Zudem tourt sie mit ihrem Worldmusic-Projekt Rabalder, das Musiker aus verschiedensten Teilen der Welt versammelt, und ist Bandleaderin des norwegisch-palästinensischen Kollektivs Sharaka.
Weiterhin gehört sie zum Trondheim Jazz Orchestra und ist Mitglied in Marilyn Mazurs Shamania und in der skandinavischen Band Nordic Beat, mit der 2008 das Album Notice entstand. Seit 2012 repräsentierte sie Norwegen im Jazz Baltica Ensemble beim Festival JazzBaltica.

## Diskographische Hinweise
- Hildring (MTG Music, 2009, mit Helge Andreas Norbakken, Nils-Olav Johansen, Paolo Vinaccia, Eirik-André Rydningen, Karl Oluf Wennerberg, Stein Austrud, Majken Christiansen, Tuva Syvertsen, Mohdi Ahsan Papu, Tore Brunborg, Erlend Gjertsen, Herman Rundberg, Svein Schultz)
- Stillness (Losen Records, 2011)
- Valencia (Losen Records, 2014)
- Sharaka Ensemble Never Again (Vuelie, 2015)
- Time Is Coming (Losen Records, 2015, mit Espen Berg, Mats Eilertsen, Per Odvar Johansen)
- Cæcilie Norby, Rita Marcotulli, Nicole Johänntgen, Hildegunn Øiseth, Dorota Piotrowska, Lisa Wulff: Sisters in Jazz (ACT, 2019, sowie Marilyn Mazur)
- Manana (Jazzland Recordings, 2020)
- Suite for Gaia (Clap Your Hands, 2023, mit Bugge Wesseltoft und Mats Eilertsen)